# 도재준
도재준(한국 한자: 都在俊, 1980년 5월 6일)은 대한민국의 프로축구 선수이며, 포지션은 미드필더이다.

## 클럽 경력
2008년에 성남 일화의 2군으로 R-리그에서의 괜찮은 실력과 상당한 득점을 하며 주목을 받게 된다. 당시 문제점이라 여겨지던 얇은 스쿼드의 중원 증강을 꾀하며, 또 부진한 모습을 보이던 수비수 이정열과 일대일 트레이드 되었지만, 많은 출전기회를 갖지 못하고 팀에서 나오게 되었다. 그 후 용인시청으로 팀을 옮겼다